# یواس‌اس دنیل تی گریفین (دی‌ای-۵۴)
یواس‌اس دنیل تی گریفین (دی‌ای-۵۴) (به انگلیسی: USS Daniel T. Griffin (DE-54)) یک کشتی بود که طول آن ۳۰۶ فوت (۹۳ متر) بود. این کشتی در سال ۱۹۴۳ ساخته شد.